# سو هیون چول
سو هیون چول (کره‌ای: 서현철؛ زادهٔ ۱۹ مه ۱۹۶۵) بازیگر تئاتر، فیلم و تلویزیون اهل کره جنوبی است. او به خاطر ایفای نقش مکمل در فیلم‌ها و مجموعه‌های مختلف تلویزیونی شناخته می‌شود. از کارهای شاخص او می‌توان به آقای دکتر (۲۰۱۷) و عشق انقلابی (۲۰۱۹) اشاره کرد.

## فیلم‌شناسی

### مجموعه‌های تلویزیونی
| سال  | عنوان                                                        | نقش                       | توضیحات        | منابع  |
| ---- | ------------------------------------------------------------ | ------------------------- | -------------- | ------ |
| ۲۰۱۰ | ناخواهری سیندرلا                                             | عشق حقیقی کانگ سوک        |                | [ ۴ ]  |
| ۲۰۱۰ | درامای ویژه کی‌بی‌اس - «جاسوس معامله‌گر روزگار اخیر کیم چول سو» | پارک                      | فصل ۱، قسمت ۱۰ |        |
| ۲۰۱۰ | پادشاه افسانه                                                | یوم بو                    |                |        |
| ۲۰۱۱ | درامای ویژه کی‌بی‌اس - «جاسوس کامل»                            | رئیس                      | فصل ۱، قسمت ۶  |        |
| ۲۰۱۱ | زنان ما                                                      | چوی دو هو                 |                |        |
| ۲۰۱۱ | درامای ویژه کی‌بی‌اس - «جنایتکاران یکسان»                      | چوی کیونگ روک             | فصل ۲، قسمت ۱۱ |        |
| ۲۰۱۲ | افسانه خورشید و ماه                                          | لرد شیم سان               |                | [ ۵ ]  |
| ۲۰۱۲ | راز تولد                                                     | گو اون پیو                |                |        |
| ۲۰۱۳ | آقای دکتر                                                    | بیونگ سو                  |                | [ ۶ ]  |
| ۲۰۱۳ | رنگین‌کمان طلایی                                              | کانگ دونگ پال             |                | [ ۷ ]  |
| ۲۰۱۴ | درامای ویژه کی‌بی‌اس - «اولین تولد»                            | سونگ گی                   | فصل ۵، قسمت ۲  |        |
| ۲۰۱۴ | روزهای شگفت‌انگیز                                             | هان بین / هوانگ گیل سانگ  |                | [ ۸ ]  |
| ۲۰۱۴ | خاطرات نگهبان شب                                             | مین جونگ سو               |                |        |
| ۲۰۱۵ | جینگ‌بیروک                                                    | یی ایل                    |                |        |
| ۲۰۱۵ | درامای ویژه کی‌بی‌اس - «باد به امید می‌وزد»                     | مون جونگ ده               | فصل ۶، قسمت ۲  |        |
| ۲۰۱۵ | مجلس ملی                                                     | سو دونگ جه                |                |        |
| ۲۰۱۵ | شش اژدهای پرنده                                              | جانگ سام بونگ             |                | [ ۹ ]  |
| ۲۰۱۵ | خانواده وحشی شیرین                                           | سو چول جونگ               |                |        |
| ۲۰۱۶ | جانگ یونگ شیل                                                | چوی بوک                   |                |        |
| ۲۰۱۶ | یک پایان شاد دیگر                                            | نگهبان ویژه               |                |        |
| ۲۰۱۶ | خواستن                                                       | کیم سانگ شیک              |                | [ ۱۰ ] |
| ۲۰۱۶ | همسر خوب                                                     | سون بیونگ هو              |                |        |
| ۲۰۱۶ | سیندرلا و چهار شوالیه                                        | اون گی سانگ               |                | [ ۱۱ ] |
| ۲۰۱۶ | صدای قلب تو                                                  | آقای اوه                  |                |        |
| ۲۰۱۶ | آه گوم‌بی من                                                  | کونگ گیل هو               |                |        |
| ۲۰۱۷ | دایره                                                        | پدر کارآگاه هونگ جین هونگ |                | [ ۱۲ ] |
| ۲۰۱۷ | منهول                                                        | پدر سو جین                |                |        |
| ۲۰۱۷ | عشق انقلابی                                                  | کیم کی سوب                |                | [ ۱۳ ] |
| ۲۰۱۸ | یک روز شاعرانه                                               | یانگ میونگ چول            |                | [ ۱۴ ] |
| ۲۰۱۸ | فردا آفتابیه                                                 | لی سانگ هون               |                | [ ۱۵ ] |
| ۲۰۱۹ | درامای ویژه کی‌بی‌اس - «هیچ جا خونه خود آدم نمیشه»             | جو هیون سوک               | فصل ۱۰، قسمت ۱ |        |
| ۲۰۱۹ | به آرامی ذوبم کن                                             | هوانگ گاب سو              |                | [ ۱۶ ] |
| ۲۰۱۹ | زن ۹٫۹ میلیاردی                                              | اوه ده یونگ               |                | [ ۱۷ ] |
| ۲۰۲۰ | مردها مثل همند                                               | سو هو جون                 |                | [ ۱۸ ] |
| ۲۰۲۱ | شادی                                                         | پدر یی هیون               |                | [ ۱۹ ] |
| ۲۰۲۲ | پیش‌بینی عشق و آب‌وهوا                                         | پدر چه یو جین             | حضور ویژه      |        |
| ۲۰۲۲ | سی و نه                                                      | پدر جونگ چان یونگ         |                | [ ۲۰ ] |
| ۲۰۲۲ | نیروهای امداد                                                | بک چام                    | فصل ۱          | [ ۲۱ ] |